# Dendronephthya ganjamensis
Dendronephthya ganjamensis är en korallart som beskrevs av Henderson 1909. Dendronephthya ganjamensis ingår i släktet Dendronephthya och familjen Nephtheidae. Inga underarter finns listade i Catalogue of Life.